# Never Let Me Down
| 전문가 평가                   | 전문가 평가 |
| 평가 점수                     | 평가 점수   |
| 출처                          | 점수        |
| ----------------------------- | ----------- |
| AllMusic                      | [ 1 ]       |
| Encyclopedia of Popular Music | [ 2 ]       |
| MusicHound Rock               | woof!       |
| Pitchfork                     | 5.8/10      |
| Record Mirror                 | [ 5 ]       |
| The Rolling Stone Album Guide | [ 6 ]       |
| The Village Voice             | C+          |

《Never Let Me Down》은 영국의 싱어송라이터 데이비드 보위의 열일곱 번째 스튜디오 음반으로, 1987년 4월 20일 EMI를 통해 발매되었다. 일련의 잡다한 프로젝트 후에 보위는 《Tonight》 (1984년)에 대한 실망에 이어 자신의 다음 음반을 다르게 만들기를 희망했다. 1986년 9월부터 11월까지 스위스 몽트뢰의 마운틴 스튜디오와 뉴욕의 파워 스테이션에서 녹음되었다. 보위와 데이비드 리처즈가 공동 프로듀싱을 맡았으며 피터 프램프턴의 기타 연주가 돋보였다. 음악적으로 《Never Let Me Down》은 팝 록, 아트 록, 하드 록으로 특징지어졌다. 커버 아트는 노래의 수많은 요소들로 둘러싸인 보위를 특징으로 한다.
바이닐과 CD로 각기 다른 런타임으로 발매된 《Never Let Me Down》은 영국에서 6위를 정점으로 상업적으로 성공했다. 세 개의 싱글이 발매되었고, 모두 영국 톱 40에 올랐다. 그럼에도 불구하고, 이 음반은 팬들과 비평가들에게 좋지 않은 평가를 받았고, 제작은 비판을 받았다. 보위는 이 곡들 중 한 곡의 이름을 딴 Glass Spider Tour에서 이 곡을 지지했다. 이 월드 투어는 그가 그의 경력에서 가장 크고, 가장 극적이고, 정교한 투어였다. 이 투어는 음반과 마찬가지로 상업적으로 성공적이었지만 비판적으로 인기를 끌었다. 음반과 투어의 결정적인 실패는 보위가 자신을 창조적으로 동기부여하는 새로운 방법을 찾도록 한 요인이었고, 1989년 록 밴드 틴 머신을 만들도록 이끌었고, 그는 1993년 《Black Tie White Noise》까지 다른 솔로 음반을 발표하지 않았다.
회고적으로 《Never Let Me Down》은 일반적으로 보위의 가장 약한 음반 중 하나로 간주되지만 그의 전기 작가들은 《Tonight》보다 우수하다고 생각한다. 〈Too Dizzy〉라는 한 곡은 보위의 반감으로 인해 후속 재발행에서 삭제되었다. 평생 동안 보위는 《Never Let Me Down》에 비판적이었고, 완성된 음반의 편곡과 제작과는 거리를 두었다. 그는 수없이 그것을 리메이크하고 싶다는 바람을 표현했고, 결국 그의 경력 회고록 《iSelect》 (2008년)에 포함시키기 위해 〈Time Will Crawl〉을 리믹스했다. 리믹서 마리오 J. 맥널티는 2018년 음반 전체를 리메이크하려는 보위의 아이디어를 이끌어냈다. 박스 세트 《Loving the Alien (1983–1988)》의 일부로 발매된 《Never Let Me Down 2018》는 보위의 오리지널 보컬보다 새로운 프로듀싱과 악기를 특징으로 한다. 비평가들은 새 버전이 오리지널 음반보다 개선된 것으로 생각한다.

## 배경
1983년 음반 《Let's Dance》와 그 이후의 Searious Moonlight Tour에서 명성과 성공으로 데이비드 보위는 새로 발견한 팬층으로부터 단절감을 느꼈다. 1984년 후속 음반 《Tonight》의 낮은 판매량 이후, 그는 〈This Is Not America〉를 위한 팻 메스니 그룹(사운드트랙부터 영화 《위험한 장난》까지)과 〈Dancing in the Street〉을 위한 믹 재거와 협력하는 등 일련의 잡다한 프로젝트에 참여했다. 그는 또한 《철부지들의 꿈》 (1985년)와 《사라의 미로여행》 (1986년)와 같은 영화 사운드트랙을 위해 연주와 작곡을 계속했다.
1985년, 라이브 에이드에서 성공적인 공연을 한 후, 보위의 레이블인 EMI는 또 다른 음반을 열망했다. 그들은 《Let's Dance》와 《Tonight》의 《Dance》라는 제목의 12인치 믹스를 편집했는데, 이 믹스는 선반에 놓이기 전에 삽화 단계에 도달했다. 1986년 중반, 보위는 그의 오랜 친구인 이기 팝과 함께 솔로 음반 《Blah-Blah-Blah》를 위해 여러 곡을 프로듀싱하고 공동 작곡했다. 이후 터키의 음악가 에르달 크즐라이와 함께 1986년 영화 《바람이 불 때》의 타이틀곡으로 활동하다가 다음 음반을 녹음하기 위해 스튜디오로 돌아왔다.

## 재발행
〈Too Dizzy〉는 보위의 요청으로 이후 재발행된 《Never Let Me Down》에서 삭제되었는데, 이는 보위가 음반에서 가장 싫어하는 곡이었기 때문이다. 삭제에 대해 니콜라스 페그는 "《Never Let Me Down》에서 제거된 것이 오늘날의 수집가 아이템이 되었지만, 그것을 찾아내야 한다고 느끼는 사람은 거의 없을 것"이라고 썼다. 버진 레코드 (CDVUS 98)는 3개의 보너스 트랙으로 영국에서 CD로 음반을 재발매했다.
EMI는 1999년에 24비트 디지털 리마스터 사운드를 포함하지만 보너스 트랙은 없으며 또한 〈Too Dizzy〉가 없는 두 번째 재발행을 발표했다. EMI 1999년 재발행을 기반으로 한 2007년 일본에서 재발매된 이 음반은 트랙 리스트에 〈Too Dizzy〉를 포함했다.
2009년 이 음반은 SHM-CD 형식으로 재발매되었다. 재발행은 2007년 재발행과 같은 트랙리스트를 가지고 있었다. 2018년, 이 음반은 팔로폰에 의해 리마스터드되어 《Loving the Alien (1983–1988)》 박스 세트의 일부로 CD, LP, 디지털로 발매되었다.

## 곡 목록
이 음반은 카세트나 CD와 다른 길이의 곡이 발매된 첫 번째 보위 음반이었고, 거의 모든 곡들이 후자에 등장하는 것은 전자에 비해 더 긴 실행 시간을 가졌다.

### LP판
모든 곡들은 특별한 언급이 없는 한 데이비드 보위에 의해 작사 및 작곡하였다.
| #  | 제목                  | 작사·작곡             | 재생 시간 |
| -- | --------------------- | --------------------- | --------- |
| 1. | 〈Day-In Day-Out〉    |                       | 4:38      |
| 2. | 〈Time Will Crawl〉   |                       | 4:18      |
| 3. | 〈Beat of Your Drum〉 |                       | 4:32      |
| 4. | 〈Never Let Me Down〉 | 보위, 카를로스 알로마 | 4:03      |
| 5. | 〈Zeroes〉            |                       | 5:46      |

| #  | 제목                              | 작사·작곡             | 재생 시간 |
| -- | --------------------------------- | --------------------- | --------- |
| 1. | 〈Glass Spider〉                  | 보위, 이노            | 4:56      |
| 2. | 〈Shining Star (Makin' My Love)〉 |                       | 4:05      |
| 3. | 〈New York's in Love〉            |                       | 3:55      |
| 4. | 〈'87 and Cry〉                   |                       | 3:53      |
| 5. | 〈Too Dizzy〉                     | 보위, 에르달 크즐라이 | 3:58      |
| 6. | 〈Bang Bang〉                     | 이기 팝, 이반 크랄    | 4:02      |

### CD판
모든 곡들은 특별한 언급이 없는 한 데이비드 보위에 의해 작사 및 작곡하였다.
| #   | 제목                              | 작사·작곡      | 재생 시간 |
| --- | --------------------------------- | -------------- | --------- |
| 1.  | 〈Day-In Day-Out〉                |                | 5:35      |
| 2.  | 〈Time Will Crawl〉               |                | 4:18      |
| 3.  | 〈Beat of Your Drum〉             |                | 5:03      |
| 4.  | 〈Never Let Me Down〉             | 보위, 알로마   | 4:03      |
| 5.  | 〈Zeroes〉                        |                | 5:46      |
| 6.  | 〈Glass Spider〉                  | 보위, 이노     | 5:30      |
| 7.  | 〈Shining Star (Makin' My Love)〉 |                | 5:04      |
| 8.  | 〈New York's in Love〉            |                | 4:32      |
| 9.  | 〈'87 and Cry〉                   |                | 4:18      |
| 10. | 〈Too Dizzy〉                     | 보위, 크즐라이 | 3:58      |
| 11. | 〈Bang Bang〉                     | 팝, 크랄       | 4:28      |

## 인증
}
}
| 국가                                                  | 인증     | 판매량/출하량 |
| ----------------------------------------------------- | -------- | ------------- |
| 오스트레일리아                                        | —        | 40,000        |
| 캐나다 (뮤직 캐나다)                                  | 플래티넘 | 100,000^      |
| 프랑스 (SNEP)                                         | 골드     | 100,000*      |
| 이탈리아                                              | —        | 100,000       |
| 영국 (BPI)                                            | 골드     | 100,000^      |
| 미국 (RIAA)                                           | 골드     | 500,000^      |
| *판매량을 기반으로 한 인증 ^출하량을 기반으로 한 인증 |          |               |